# Vicente Guerrero, Atlixtac
Vicente Guerrero är en ort i Mexiko.   Den ligger i kommunen Zapotitlán Tablas och delstaten Guerrero, i den sydöstra delen av landet, 230 km söder om huvudstaden Mexico City. Vicente Guerrero ligger 1 915 meter över havet och antalet invånare är 288.
Terrängen runt Vicente Guerrero är lite bergig. Runt Vicente Guerrero är det ganska glesbefolkat, med 40 invånare per kvadratkilometer. Närmaste större samhälle är San Pedro Huitzapula Norte, 1,1 km nordost om Vicente Guerrero. I omgivningarna runt Vicente Guerrero växer huvudsakligen savannskog.